# Distretto di Krasnystaw
Il distretto di Krasnystaw (in polacco powiat krasnostawski) è un distretto polacco appartenente al voivodato di Lublino.

## Geografia antropica

### Suddivisioni amministrative
Il distretto comprende 10 comuni.
- Comuni urbani: Krasnystaw
- Comuni rurali: Fajsławice, Gorzków, Izbica, Krasnystaw, Kraśniczyn, Łopiennik Górny, Rudnik, Siennica Różana, Żółkiewka